# ألبرتو أغيليرا
ألبرتو أغيليرا (بالإسبانية: Alberto Aguilera)‏ هو محامي وسياسي إسباني، ولد في 7 مايو 1842 في بلنسية في إسبانيا، وتوفي في 25 ديسمبر 1913 في إسبانيا. حزبياً، نشط في الحزب الليبرالي.

## مناصب
- انتخب عضو مجلس الشيوخ الإسباني  [لغات أخرى]‏.
- انتخب  (1873 – ).
- انتخب .
- انتخب civil governor of Toledo  [لغات أخرى]‏.
- انتخب civil governor of Murcia Province ‏.
- انتخب Senator of the Kingdom  [لغات أخرى]‏ (1903 – 1913).
- انتخب ministro de Gobernación  [لغات أخرى]‏ (12 مارس 1894 – 4 نوفمبر 1894).
- انتخب Undersecretary of the Ministry of the Interior ‏.
- انتخب عمدة مدريد (23 أكتوبر 1909 – 10 فبراير 1910).
- انتخب عمدة مدريد (15 يونيو 1906 – 28 يناير 1907).
- انتخب .
- انتخب  (1873 – ).
- انتخب Civil Governor of the Province of Madrid  [لغات أخرى]‏.
- انتخب عمدة مدريد (7 مارس 1901 – 10 ديسمبر 1902).
- في الانتخابات الإسبانية العامة 1886، انتخب member of the Congress of Deputies  [لغات أخرى]‏ عن دائرة  (14 أبريل 1886 – 21 ديسمبر 1903).